# Saliciphilus
Saliciphilus är ett släkte av skalbaggar. Saliciphilus ingår i familjen vivlar.
Kladogram enligt Catalogue of Life:
| Saliciphilus | \| \| Saliciphilus machnovskii \| \| \| \| \| \| Saliciphilus ramicola \| \| \| \| |
|              | \| \| Saliciphilus machnovskii \| \| \| \| \| \| Saliciphilus ramicola \| \| \| \| |
|              | Saliciphilus machnovskii                                                           |
|              |                                                                                    |
|              | Saliciphilus ramicola                                                              |
|              |                                                                                    |